# Альгінат натрію
Альгіна́т на́трію — полісахариди, які одержують з бурих водоростей, він дає прозорі безколірні драглі. Виготовляють у вигляді світло-коричневих пластинок з жовтим відтінком. Пластинки у воді (оптимальне співвідношення 1:10) бубнявіють і набувають драглистої консистенції. Здатність утворювати драглі у нього в 4 рази вища, ніж у желатину. Альгінат натрію — сіль альгінової кислоти. Смаку і запаху не має, при тривалому кип'ятінні — своїх властивостей не змінює.

## Застосування

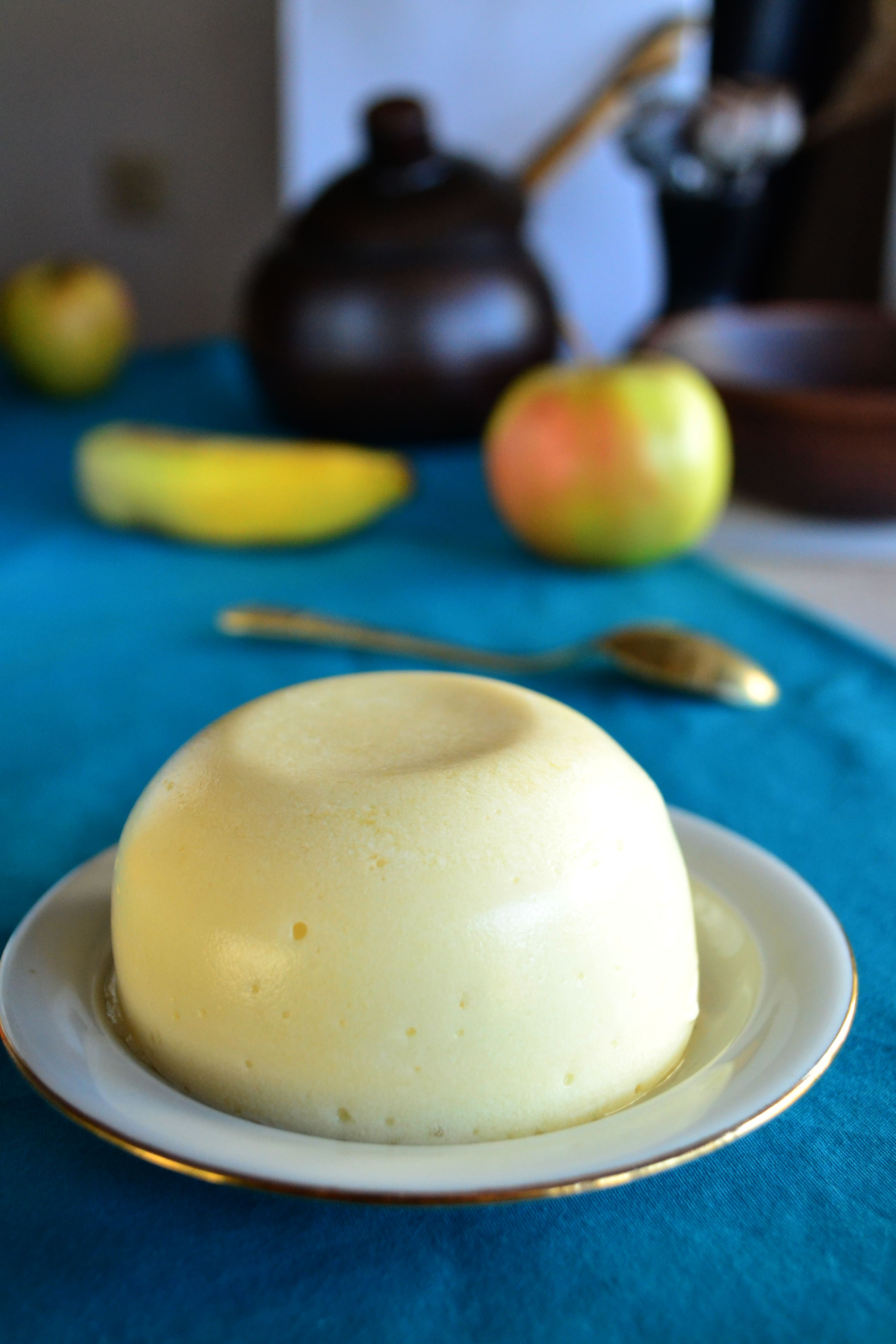
Сметанна ябчанка

В харчовій індустрії застосовується як стабілізатор-емульгатор і желеутворюючий агент (E401). Використовують при виготовленні мармеладу, фруктових желе, цукерок, освітленних соків.
Харчовий альгінат натрію використовують у харчуванні при тривалому надходженні в організм радіоактивного стронцію.
До борошняних і кондитерських виробів харчовий альгінат натрію додають сухим, а при виготовленні солодких страв, перших страв та напоїв — альгінат натрію заливають холодною кип'яченою водою або молоком (1:10), витримують протягом 1 години та доводять до кипіння. Готовий розчин охолоджують і використовують згідно з технологією виробництва продукції.

## Деякі приклади страв
Деякі страви, які готують з використанням альгінату натрію: соус яблучний або журавлинний з пектином та альгінатом натрію, соус шоколадний або горіховий з альгінатом натрію, пінники, гарбузово-манні каші, ватрушки картопляні з сиром, оладки гарбузові, деруни з пшеничними висівками, котлети бурякові з пшеничними висівками, морквяно-висівкові котлети, ікру з баклажанів, закуски з кабачків і білоголової капусти та ін..